# Campeonato Asiático de Atletismo Sub-18
O Campeonato Asiático de Atletismo Sub-18  (em inglês:Asian U18 Athletics Championships), anteriormente Campeonato Asiático de Atletismo Juvenil é o campeonato asiático para atletas na categoria juvenil (entre 15 e 17 anos). É organizado a cada dois anos pela Associação Asiática de Atletismo. A competição foi a quarta competição de atletismo continental a ser realizada para esse nível de idade, seguindo as etapas dos eventos sul-americano, oceania e africano. Sua primeira edição ocorreu em um momento de crescente interesse em tais competições, com os primeiros campeonatos africanos em 2013 e o Campeonato Europeu de Atletismo Sub-18 agendado para o ano seguinte. 

## Edições
| Edição | Ano  | Sede        | País        | Data               | Estádio                                          |
| ------ | ---- | ----------- | ----------- | ------------------ | ------------------------------------------------ |
| 1º     | 2015 | Doha        | Catar       | 8 a 11 de maio     | Suheim Bin Hamad                                 |
| 2º     | 2017 | Banguecoque | Tailândia   | 20 a 23 de maio    | Estádio Nacional                                 |
| 3º     | 2019 | Hong Kong   | Hong Kong   | 15 a 17 de março   | Tseung Kwan O Sports Ground                      |
| 4º     | 2022 | Kuwait      | Kuwait      | 13 a 16 de outubro | Estádio de Atletismo Ahmed Al Rashdan            |
| 5º     | 2023 | Tasquente   | Uzbequistão | 27 a 30 de abril   | Estádio da Federação de Atletismo do Uzbequistão |

## Quadro geral de medalhas
Até a edição de 2017
| Ordem | País                   | Medalha de ouro | Medalha de prata | Medalha de bronze | Total |
| ----- | ---------------------- | --------------- | ---------------- | ----------------- | ----- |
| 1     | China                  | 32              | 20               | 10                | 62    |
| 2     | Taipé Chinesa          | 10              | 7                | 3                 | 20    |
| 3     | Índia                  | 7               | 11               | 10                | 28    |
| 4     | Coreia do Sul          | 3               | 3                | 7                 | 13    |
| 5     | Cazaquistão            | 3               | 3                | 3                 | 9     |
| 6     | Barém                  | 3               | 0                | 1                 | 4     |
| 7     | Tailândia              | 2               | 3                | 2                 | 7     |
| 8     | Iraque                 | 2               | 2                | 1                 | 5     |
| 9     | Indonésia              | 2               | 1                | 7                 | 10    |
| 10    | Uzbequistão            | 2               | 1                | 4                 | 7     |
| 11    | Coreia do Norte        | 2               | 1                | 1                 | 4     |
| 12    | Kuwait                 | 2               | 0                | 0                 | 2     |
| 13    | Japão                  | 1               | 8                | 7                 | 16    |
| 14    | Vietname               | 1               | 5                | 1                 | 7     |
| 15    | Hong Kong              | 1               | 4                | 3                 | 8     |
| 16    | Sri Lanka              | 1               | 4                | 1                 | 6     |
| 17    | Malásia                | 1               | 3                | 3                 | 7     |
| 18    | Irã                    | 1               | 1                | 6                 | 8     |
| 19    | Catar                  | 1               | 0                | 1                 | 2     |
| 20    | Jordânia               | 1               | 0                | 0                 | 1     |
| 21    | Paquistão              | 1               | 0                | 0                 | 1     |
| 22    | Síria                  | 1               | 0                | 0                 | 1     |
| 23    | Líbano                 | 0               | 1                | 1                 | 2     |
| 24    | Singapura              | 0               | 1                | 1                 | 2     |
| 25    | Iémen                  | 0               | 1                | 1                 | 2     |
| 26    | Emirados Árabes Unidos | 0               | 1                | 0                 | 1     |
| 27    | Arábia Saudita         | 0               | 0                | 4                 | 4     |
| 28    | Filipinas              | 0               | 0                | 1                 | 1     |
| 29    | Omã                    | 0               | 0                | 1                 | 1     |
| Total | Total                  | 80              | 81               | 79                | 240   |